# Ciclo hidrológico

Ciclo hidrológico (USGS)

El ciclo hidrológico o ciclo del agua es el proceso de circulación del agua entre los distintos compartimentos que forman la hidrósfera. Se trata de un ciclo biogeoquímico en el que hay una intervención mínima de reacciones químicas, porque el agua solo se traslada de unos lugares a otros, o cambia de estado físico.
El agua de la Tierra se encuentra en su mayor parte en forma líquida, en océanos y mares, como agua subterránea, o formando lagos, ríos y arroyos en la superficie continental. La segunda fracción, por su importancia, es la del agua acumulada como hielo(sólido) sobre los casquetes glaciares antártico y groenlandés, con una participación pequeña de los glaciares de montaña de latitudes altas y medias, y de la banquisa. Por último, una fracción menor está presente en la atmósfera en estado gaseoso (como vapor) o en estado líquido, formando nubes. Esta fracción atmosférica es muy importante para el intercambio entre los compartimentos para la circulación horizontal del agua, de manera que se asegura un suministro permanente de agua a las regiones de la superficie continental alejadas de los depósitos principales.
El agua de la hidrósfera procede de la desgasificación del manto, donde tiene una presencia significativa, por los procesos del vulcanismo. Una parte del agua puede reincorporarse al manto con los sedimentos oceánicos, de los que forma parte, cuando estos acompañan a la litósfera en la subducción.

## Fases del ciclo hidrológico
El agua existe en la Tierra en tres estados: sólido (hielo o nieve), líquido y gaseoso. Océanos, ríos, nubes y lluvia están en constante cambio: el agua de la superficie se evapora, el agua de las nubes precipita, la lluvia se filtra por la tierra, etc. Sin embargo, la cantidad total de agua en el planeta no cambia. La circulación y conservación de agua en la Tierra se llama ciclo hidrológico, o ciclo del agua.
El ciclo hidrológico está dividido en dos ciclos: el ciclo interno y el ciclo externo. El ciclo interno consiste en lo siguiente: el agua de origen magmático, formada mediante reacciones químicas en el interior de la tierra, sale a través de volcanes y fuentes hidrotermales, se mezcla con el agua externa. Se termina cuando el agua de los océanos se introducen por las zonas de subducción hasta el manto.
Cuando se formó, hace aproximadamente cuatro mil quinientos millones de años, la Tierra ya tenía en su interior vapor de agua. En un principio, era una enorme bola en constante fusión con cientos de volcanes activos en su superficie. El magma, cargado de gases con vapor de agua, emergió a la superficie gracias a las constantes erupciones. Luego la Tierra se enfrió, el vapor de agua se condensó y cayó nuevamente al suelo en forma de lluvia.
Las fases del ciclo hidrológico externo son evotranspiración, condensación, precipitación, infiltración y escorrentía.  
El ciclo hidrológico externo comienza con la evaporación del agua desde la superficie. A medida que se eleva, el aire humedecido se enfría y el vapor se transforma en agua: es la condensación. Las gotas se juntan y forman una nube. Luego caen por su propio peso: es la precipitación. Si en la atmósfera hace mucho frío, el agua cae como nieve o granizo. Si es más cálida, caerán gotas de lluvia.
Una parte del agua que llega a la superficie terrestre será aprovechada por los seres vivos; otra discurrirá por el terreno hasta llegar a un río, un lago o el océano. A este fenómeno se le conoce como escorrentía. Otro porcentaje del agua se filtrará a través del suelo formando acuíferos o capas de agua subterránea, conocidas como capas freáticas. Este proceso es la infiltración. De la capa freática, a veces, el agua brota en la superficie en forma de fuente, formando arroyos o ríos. Tarde o temprano, toda esta agua volverá nuevamente a la atmósfera, debido principalmente a la evaporación. Otras fases del ciclo hidrológico son la evapotranspiración, la eliminación de componentes solubles por el drenaje...
Un aspecto a destacar en el ciclo hidrológico es su papel en el transporte de sustancias: La lluvia caída disuelve y arrastra sales hacia el mar, donde se concentran y precipitan. Los sedimentos formados entran en los ciclos geológicos diagenéticos. En su conjunto el ciclo hidrológico se puede considerar como una operación de lixiviado a escala planetaria.

### Reciclado de aguas profundas
El ciclo de aguas profundas (también llamado ciclo geológico del agua) es el intercambio de agua con el manto de la Tierra, a través de zonas de subducción y actividad volcánica, y se distingue del ciclo del agua por encima y en la superficie del planeta en el ciclo hidrológico.
El proceso de reciclado de aguas profundas implica que el agua que ingresa al manto es arrastrada hacia abajo mediante la subducción de las placas oceánicas (un proceso conocido como regasado) que se equilibra con el agua que se libera en las dorsales oceánicas (desgasificación). Este es un concepto central en la comprensión del intercambio de agua a largo plazo entre el interior de la tierra y la exosfera y el transporte de agua contenida en minerales hidratados.
Se ha propuesto un desequilibrio en el reciclaje de aguas profundas como un mecanismo que puede afectar los niveles globales del mar.

## Procesos del ciclo hidrológico
El ciclo del agua tiene una interacción constante con el ecosistema ya que los seres vivos dependen de esta para sobrevivir, y a su vez ayudan al funcionamiento del mismo. Por su parte, el ciclo hidrológico presenta cierta dependencia de una atmósfera poco contaminada y de un grado de pureza del agua para su desarrollo convencional, y de otra manera el ciclo se entorpecería por el cambio en los tiempos de evaporación y condensación.
Los principales procesos implicados en el ciclo del agua son:
- Evaporación: el agua se evapora en la superficie oceánica y también por los organismos, en el fenómeno de la transpiración en plantas y sudoración en animales. Los seres vivos, especialmente las plantas, contribuyen con un 10% al agua que se incorpora a la atmósfera. En el mismo capítulo podemos situar la sublimación, cuantitativamente muy poco importante, que ocurre en la superficie helada de los glaciares o la banquisa.

- Condensación: el agua en forma de vapor sube y se condensa formando las nubes, constituidas por agua en gotas minúsculas.

- Precipitación: se produce cuando las gotas de agua, que forman las nubes, se enfrían acelerando la condensación y uniéndose las gotas de agua para formar gotas mayores que terminan por precipitarse a la superficie terrestre en razón a su mayor peso. La precipitación puede ser sólida (nieve o granizo) o líquida (lluvia).

- Infiltración: ocurre cuando el agua que alcanza el suelo, penetra a través de sus poros y pasa a ser subterránea. La proporción de agua que se infiltra y la que circula en superficie (escorrentía) depende de la permeabilidad del sustrato, de la pendiente y de la cobertura vegetal. Parte del agua infiltrada vuelve a la atmósfera por evaporación o, más aún, por la transpiración de las plantas, que la extraen con raíces más o menos extensas y profundas. Otra parte se incorpora a los acuíferos, niveles que contienen agua estancada o circulante. Parte del agua subterránea alcanza la superficie allí donde los acuíferos, por las circunstancias topográficas, intersecan (es decir, cortan) la superficie del terreno.

- Escorrentía: este vocablo se refiere a los diversos medios por los que el agua líquida se desliza cuesta abajo por la superficie del terreno. En los climas no excepcionalmente secos, incluidos la mayoría de los llamados desérticos, la escorrentía es el principal agente geológico de erosión y de transporte de sedimentos.

- Circulación subterránea: se produce a favor de la gravedad, como la escorrentía superficial, de la que se puede considerar una versión. Se presenta en dos modalidades:
  - Primero, la que se da en la zona vadosa, especialmente en rocas karstificadas, como son a menudo las calizas, y es una circulación siempre pendiente abajo.
  - Segundo, la que ocurre en los acuíferos en forma de agua intersticial que llena los poros de una roca permeable, de la cual puede incluso remontar por fenómenos en los que intervienen la presión y la capilaridad.

- Fusión: este cambio de estado se produce cuando la nieve pasa a estado líquido al producirse el deshielo.

- Solidificación: al disminuir la temperatura en el interior de una nube por debajo de 0 °C, el vapor de agua o el agua misma se congelan, precipitándose en forma de nieve o granizo, siendo la principal diferencia entre los dos conceptos que en el caso de la nieve se trata de una solidificación del agua de la nube que se presenta, por lo general, a baja altura. Al irse congelando la humedad y las pequeñas gotas de agua de la nube, se forman copos de nieve, cristales de hielo polimórficos (es decir, que adoptan numerosas formas visibles al microscopio), mientras que, en el caso del granizo, es el ascenso rápido de las gotas de agua que forman una nube lo que da origen a la formación de hielo, el cual va formando el granizo y aumentando de tamaño con ese ascenso. Asimismo, cuando sobre la superficie del mar se produce una tromba marina (especie de tornado que se produce sobre la superficie del mar cuando está muy caldeada por el sol), este hielo se origina en el ascenso de agua por adherencia del vapor y agua al núcleo congelado de las grandes gotas de agua. El proceso se repite desde el inicio consecutivamente, por lo que nunca se termina ni se agota el agua.

## Compartimentos e intercambios de agua
El agua se distribuye desigualmente entre los distintos compartimentos, y los procesos por los que estos intercambian el agua se dan a ritmos heterogéneos. El mayor volumen corresponde al océano, seguido del hielo glaciar y después por el agua subterránea. El agua dulce superficial representa solo una pequeña fracción y aún menor el agua atmosférica (vapor y nubes).
| Depósito              | Volumen (en millones de km³) | Porcentaje |
| Océanos               | 1 370                        | 97,25      |
| Casquetes y glaciares | 29                           | 2,05       |
| Agua subterránea      | 9,5                          | 0,68       |
| Lagos                 | 0,125                        | 0,01       |
| Humedad del suelo     | 0,065                        | 0,005      |
| Atmósfera             | 0,013                        | 0,001      |
| Arroyos y ríos        | 0,0017                       | 0,0001     |
| Biomasa               | 0,0006                       | 0,00004    |

| Depósito                   | Tiempo medio de permanencia |
| Glaciares                  | 20 a 100 años               |
| Nieve estacional           | 2 a 6 meses                 |
| Humedad del suelo          | 1 a 2 meses                 |
| Agua subterránea: somera   | 100 a 200 años              |
| Agua subterránea: profunda | 10 000 años                 |
| Lagos                      | 50 a 100 años               |
| Ríos                       | 2 a 6 meses                 |
| Atmósfera                  | 7-8 días                    |

El tiempo de permanencia de una molécula de agua en un compartimento es mayor cuanto menor es el ritmo con que el agua abandona ese compartimento (o se incorpora a él). Es notablemente largo en los casquetes glaciares, a donde llega por una precipitación característicamente escasa, abandonándolos por la pérdida de bloques de hielo en sus márgenes o por la fusión en la base del glaciar, donde se forman pequeños ríos o arroyos que sirven de aliviadero al derretimiento del hielo en su desplazamiento debido a la gravedad. El compartimento donde la permanencia media es más larga, aparte el océano, es el de los acuíferos profundos, algunos de los cuales son «acuíferos fósiles», que no se renuevan desde tiempos remotos. El tiempo de permanencia es particularmente breve para la fracción atmosférica, que se recicla en sólo unos días.
El tiempo medio de permanencia es el cociente entre el volumen total del compartimento o depósito y el caudal del intercambio de agua (expresado como volumen partido por tiempo); la unidad del tiempo de permanencia resultante es la unidad de tiempo utilizada al expresar el caudal.

## Energía del agua

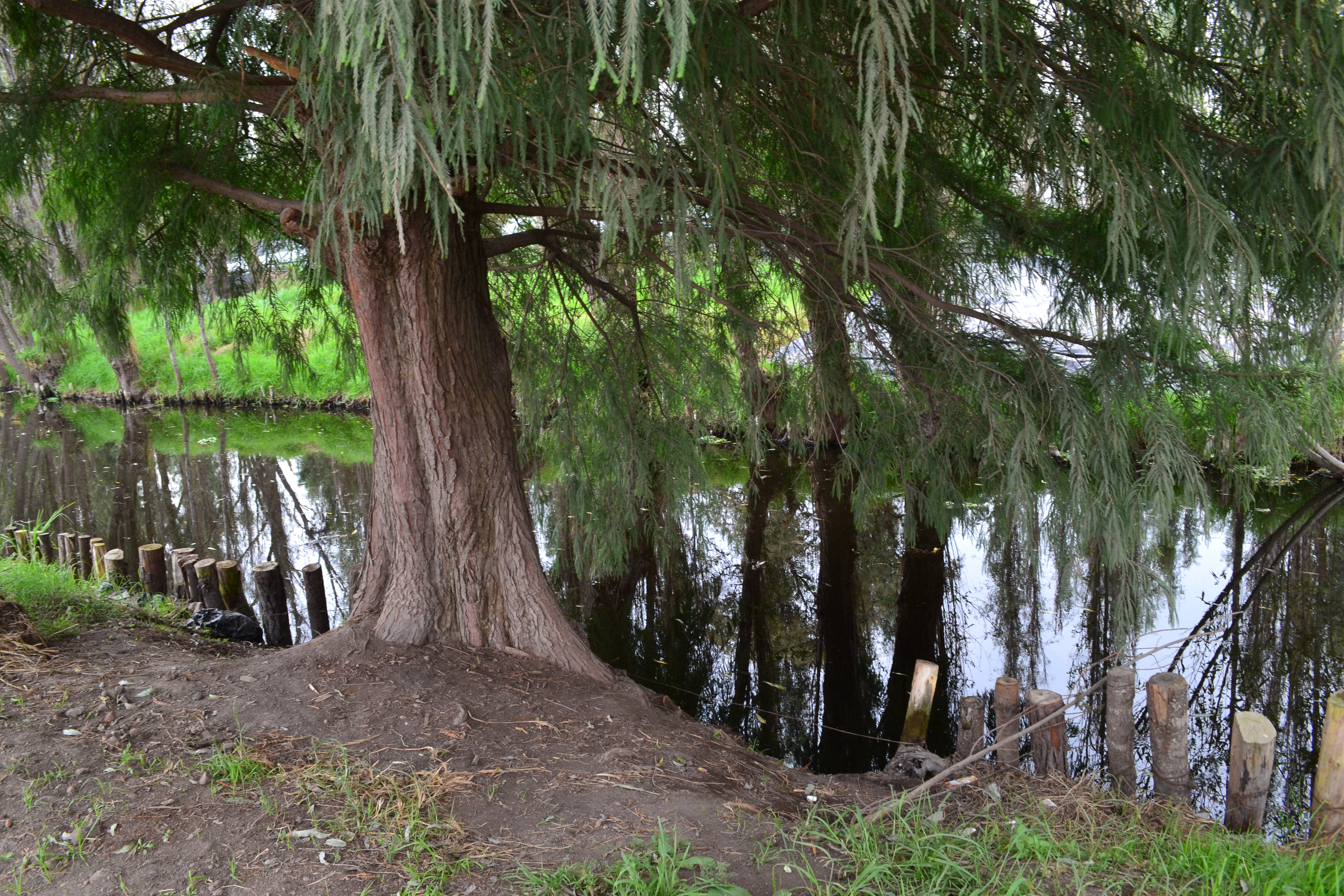
Manto acuífero

El ciclo del agua disipa —es decir, consume y degrada— una gran cantidad de energía, la cual es aportada casi por completo por la insolación. La evaporación es debida al calentamiento solar y animada por la circulación atmosférica, que renueva las masas de aire, y que es a su vez debida a diferencias de temperatura igualmente dependientes de la insolación. Los cambios de estado del agua requieren o disipan mucha energía, por el elevado valor que toman el calor latente de fusión y el calor latente de vaporización. Así, esos cambios de estado contribuyen al calentamiento o enfriamiento de las masas de aire, y al transporte neto de calor desde las latitudes tropicales o templadas hacia las frías y polares, gracias al cual es más suave en conjunto el clima de la Tierra.

## Balance del agua
Si despreciamos las pérdidas y las ganancias debidas al vulcanismo y a la subducción, el balance total es cero. Pero si nos fijamos en los océanos, se comprueba que este balance es negativo; se evapora más de lo que precipita en ellos. Y en los continentes hay un superávit; es decir que se precipita más de lo que se evapora. Estos déficit y superávit se compensan con las escorrentías, superficial y subterránea, que vierten agua del continente al mar.
El cálculo del balance hídrico puede realizarse sobre cualquier recipiente hídrico, desde el balance hídrico general del planeta hasta el de una pequeña charca, pero suele aplicarse sobre las cuencas hidrográficas.
Estos balances se hacen para un determinado periodo de tiempo.
Cuando se consideran periodos de tiempo largo, la mayoría de los sistemas presentan un balance nulo, es decir las salidas igualan las entradas.

## Efectos químicos del agua
El agua, al recorrer el ciclo hidrológico, transporta sólidos y gases en disolución. El carbono, el nitrógeno y el azufre, elementos todos ellos importantes para los seres vivos, unos son volátiles (algunos como compuestos) y solubles, y por ende, pueden desplazarse por la atmósfera y realizar ciclos completos, semejantes al ciclo del agua y otros solo solubles por lo que solo recorren la parte del ciclo en que el agua se mantiene líquida.
La lluvia que cae sobre la superficie del terreno contiene ciertos gases y sólidos en disolución. El agua que pasa a través de la zona insaturada de humedad del suelo recoge dióxido de carbono del aire y del suelo y de ese modo aumenta de acidez. Esta agua ácida, al llegar en contacto con partículas de suelo o roca madre, disuelve algunas sales minerales. Si el suelo tiene un buen drenaje, el flujo de salida del agua freática final puede contener una cantidad importante de sólidos disueltos, que irán finalmente al mar.
En algunas regiones el sistema de drenaje tiene su salida final en un mar interior, y no en el océano, son las llamadas cuencas endorreicas. En tales casos, este mar interior se adaptará por sí mismo para mantener el equilibrio hídrico de su zona de drenaje y el almacenamiento en el mismo aumentará o disminuirá, según que la escorrentía sea mayor o menor que la evaporación desde el mismo. Como el agua evaporada no contiene ningún sólido disuelto, este queda en el mar interior y su contenido salino va aumentando gradualmente.

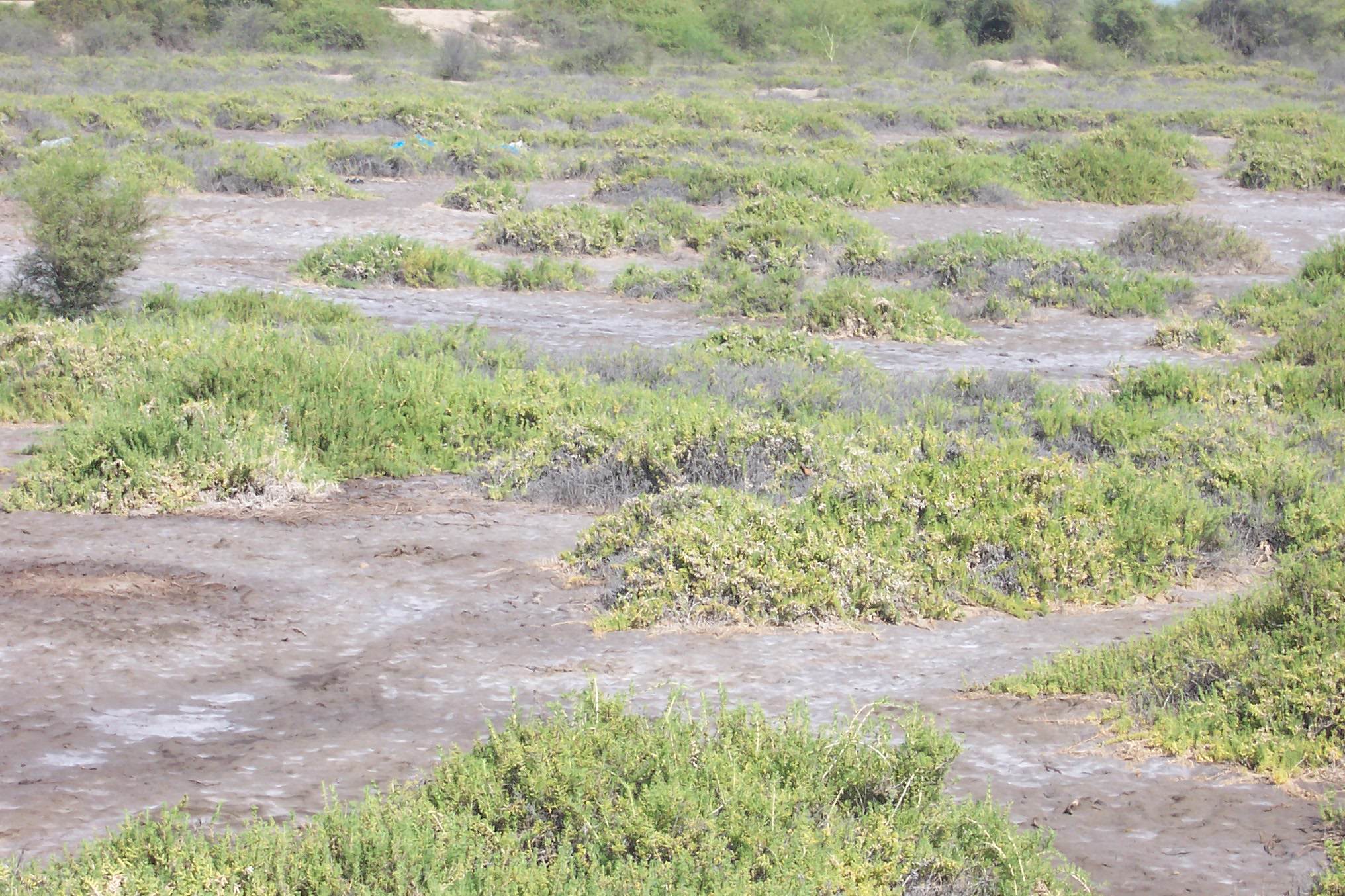
Salinización de los suelos por evaporación

Si el agua del suelo se mueve en sentido ascendente, por efecto de la capilaridad, y se está evaporando en la superficie, las sales disueltas pueden ascender también en el suelo y concentrarse en la superficie, donde es frecuente ver en estos casos un estrato blancuzco producido por la acumulación de sales.
Cuando se añade agua de riego, el agua es transpirada, pero las sales que haya en esta quedan en el suelo. Si el sistema de drenaje es adecuado, y se suministra suficiente cantidad de agua en exceso, como suele hacerse en la práctica del riego superficial, y algunas veces con el riego por aspersión, estas sales se disolverán y serán arrastradas al sistema de drenaje. Si el sistema de drenaje falla, o la cantidad de agua suministrada no es suficiente para el lavado de las sales, éstas se acumularán en el suelo hasta tal grado en que las tierras pueden perder su productividad. Este sería, según algunos expertos, la razón del decaimiento de la civilización Mesopotámica, irrigada por los ríos Tigris y Éufrates con un excelente sistema de riego, pero con deficiencias en el drenaje.

## Cambios a lo largo del tiempo

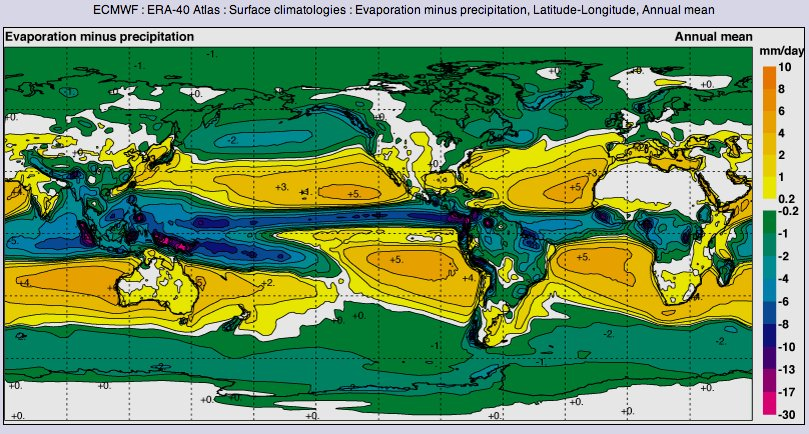
Mapamundi de la evaporación media anual menos la precipitación por latitud-longitud.

El ciclo del agua describe los procesos que impulsan el movimiento del agua a lo largo de la hidrosfera. Sin embargo, hay mucha más agua «almacenada» durante largos períodos de tiempo de la que realmente se mueve a lo largo del ciclo. Los depósitos de la gran mayoría del agua de la Tierra son los océanos. Se estima que de los 1 386 000 000 km³ del suministro de agua del mundo, alrededor de 1 338 000 000 km³ se almacenan en los océanos, o alrededor del 97%. También se estima que los océanos suministran alrededor del 90 % del agua evaporada que entra en el ciclo del agua.
Durante los períodos climáticos más fríos, se forman más capas de hielo y glaciares, y una cantidad suficiente del suministro mundial de agua se acumula en forma de hielo para disminuir las cantidades en otras partes del ciclo del agua. Lo contrario es cierto durante los períodos cálidos. Durante la última edad de hielo, los glaciares cubrieron casi un tercio de la masa terrestre de la Tierra y el resultado fue que los océanos estaban aproximadamente 122 m más bajos que en la actualidad. Durante el último interglaciar, hace unos 125.000 años, los mares estaban unos 5,5 m más altos de lo que están ahora. Hace unos tres millones de años, los océanos podrían haber estado hasta 50 m  más altos.
El consenso científico expresado en el Resumen para formuladores de políticas del Panel Intergubernamental sobre Cambio Climático (IPCC) de 2007 es que el ciclo del agua continuará intensificándose a lo largo del siglo XXI, aunque esto no significa que las precipitaciones aumentarán en todas las regiones. En las áreas terrestres subtropicales, lugares que ya son relativamente secos, se prevé que las precipitaciones disminuyan durante el siglo XXI, lo que aumentará la probabilidad de sequía. Se proyecta que el secado será más fuerte cerca de los márgenes hacia los polos de los subtrópicos (por ejemplo, la cuenca del Mediterráneo, Sudáfrica, el sur de Australia y el suroeste de Estados Unidos). Se espera que aumenten las precipitaciones anuales en las regiones casi ecuatoriales que tienden a ser húmedas en el clima actual, y también en las latitudes altas. Estos patrones a gran escala están presentes en casi todas las simulaciones de modelos climáticos realizadas en varios centros de investigación internacionales como parte de la Cuarta Evaluación del IPCC. En la actualidad existe amplia evidencia de que el aumento de la variabilidad hidrológica y el cambio en el clima ha tenido y seguirá teniendo un impacto profundo en el sector del agua a través del ciclo hidrológico, la disponibilidad de agua, la demanda de agua y la asignación de agua a nivel mundial, regional, de cuenca y local. Investigación publicada en 2012 en Science basado en la salinidad de la superficie del océano durante el período 1950-2000 confirman esta proyección de un ciclo global del agua intensificado con áreas saladas volviéndose más salinas y áreas más frescas volviéndose más frescas durante el período:
"La termodinámica fundamental y los modelos climáticos sugieren que las regiones secas se volverán más secas y las regiones húmedas se volverán más húmedas en respuesta al calentamiento. Los esfuerzos para detectar esta respuesta a largo plazo en observaciones superficiales dispersas de lluvia y evaporación siguen siendo ambiguas. Mostramos que los patrones de salinidad del océano expresan una huella identificable de un ciclo del agua que se intensifica. Nuestros cambios de salinidad de la superficie terráquea observados durante 50 años, combinados con los cambios de los modelos climáticos globales, presentan evidencia sólida de un ciclo global del agua intensificado a una tasa de 8 ± 5 % por grado de calentamiento de la superficie. Esta tasa es el doble de la respuesta proyectada por los modelos climáticos de la generación actual y sugiere que se producirá una intensificación sustancial (16 a 24 %) del ciclo global del agua en un futuro mundo 2 °C a 3 °C más cálido."
Un instrumento transportado por el satélite SAC-D Aquarius, lanzado en junio de 2011, midió la salinidad media de la superficie del mar.
El retroceso de los glaciares también es un ejemplo de un ciclo del agua cambiante, en el que el suministro de agua a los glaciares a partir de las precipitaciones no puede mantenerse al día con la pérdida de agua por derretimiento y sublimación. El retroceso glacial desde 1850 ha sido muy significativo.

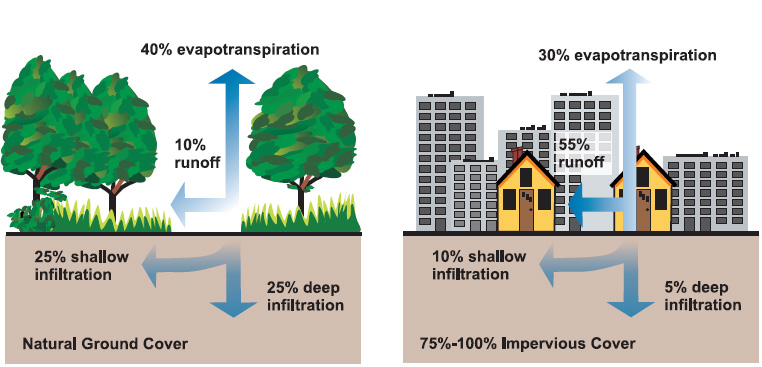
Relación entre superficies impermeables y escorrentía superficial

Las actividades humanas que alteran el ciclo del agua incluyen:
- agricultura
- industria
- alteración de la composición química de la atmósfera
- construcción de presas
- deforestación y forestación
- remoción de agua subterránea de pozos
- extracción de agua de los ríos
- urbanización : para contrarrestar su impacto, se puede practicar un diseño urbano sensible al agua.

## Océanos en el ciclo hidrológico
El agua superficial de los mares y océanos, calentada por la radiación solar que llega a la superficie, en la banda del infrarrojo de onda corta, está sometida a un proceso de evaporación.
Este proceso tiene lugar especialmente en las zonas orientales de los océanos donde soplan los vientos alisios que, procedentes de latitudes medianas, llevan aire inicialmente frío que se calienta al llegar a los trópicos, haciendo bajar su humedad relativa.
El aire seco, en contacto con el agua del mar, hace que esta se evapore fácilmente de forma que el aire marino va adquiriendo una más alta humedad relativa hasta llegar a la saturación. Al mismo tiempo la evaporación del agua superficial va incrementando su salinidad.
El aire caliente, saturado de humedad, sube al llegar a las costas occidentales, sobre todo si estas tienen montañas, y se enfría por la expansión adiabática sobresaturándose, lo que genera intensas precipitaciones.
También un recorrido muy largo del aire caliente y húmedo sobre el océano facilita la formación de tormentas tropicales que pueden llegar a transformarse en huracanes o tifones (según la zona geográfica) que pueden descargar grandes cantidades de agua en forma de lluvia también a las costas occidentales preferentemente.
La cantidad de agua que se evapora cada año del océano se estima en unos 500.000 km³ (la evaporación de agua sobre la tierra se estima en unos 70.000 km³). Cómo que la superficie de los océanos es de unos 360 millones de km², la evaporación oceánica representa cada año aproximadamente 1 m de agua. Una parte del agua evaporada del océano (unos 460.000 km³ por año) devuelve con la precipitación sobre el océano mientras que unos 120.000 km³ lo hace sobre la tierra. La diferencia entre la precipitación y la evaporación sobre los continentes (43.000 km³) pasa a espesar las aguas continentales que encuentran su camino hacia el océano por vía de los ríos y otras descargas difundidas así como alimentando los glaciares y los acuíferos en el subsuelo.

Sección vertical de la circulación termohalina: El agua fría más salada y densa se hunde, mientras que el agua más cálida y menos salada con menor densidad sube a la superficie.

Este mismo mecanismo genera en el océano importantes gradientes de salinidad pues la evaporación de los océanos, en las zonas orientales, mujer lugar a salinidades más altas que las que pueden tener en las zonas occidentales, afectadas por las importantes descargas fluviales. Las aguas superficiales menos saladas pero calientes de los bordes occidentales de los océanos se desplazan hacia los polos mientras que las aguas más saladas de los bordes occidentales se desplazan hacia el ecuador.
Esta circulación oceánica es compatible con la circulación atmosférica de signo anticiclónico en las zonas subtropicales en ambos hemisferios. Por otro lado, el agua superficial oceánica, a altas latitudes, es también sometida a evaporación intensa por los aires frío pero seco que llega de las zonas polares. Esto genera, especialmente al océano Atlántico norte, agua muy fría y densa que cae hasta cerca del fondo y llena las grandes profundidades del océano por donde se traslada lentamente hacia el sur, en dirección a la zona adyacente al continente antártico al cual rodea, suministrando agua fonda a los tres océanos.
Las aguas de media profundidad van subiendo lentamente, en el decurso de su viaje alrededor del mundo, o rápidamente en los lugares donde la hidrodinámica así lo determina, dando lugar a los fenómenos de afloramiento costero o ecuatorial que aceleran la complexión del ciclo hidrológico unos cuántos centenares de años después de haberlo iniciado al océano Atlántico norte. 

## Interpretaciones históricas

### Masas de tierra flotante
En la antigüedad, se pensaba ampliamente que la masa terrestre flotaba sobre una masa de agua y que la mayor parte del agua de los ríos tiene su origen bajo tierra. Se pueden encontrar ejemplos de esta creencia en las obras de Homero (c.800 a. C.).

### Biblia hebrea
En el antiguo Cercano Oriente , los eruditos hebreos observaron que aunque los ríos desembocaban en el mar, el mar nunca se llenaba. Algunos eruditos concluyen que el ciclo del agua fue descrito completamente durante este tiempo en este pasaje: "El viento va hacia el sur, y gira hacia el norte; gira continuamente, y el viento vuelve según sus circuitos. Todos los ríos corren hacia el mar, y el mar no se llena; al lugar de donde vienen los ríos, allá vuelven” (Eclesiastés 1:6-7). Los eruditos no están de acuerdo en cuanto a la fecha de Eclesiastés, aunque la mayoría de los eruditos señalan una fecha durante la época del rey Salomón , hijo de David y Betsabé, "hace tres mil años, hay cierto acuerdo en que el período de tiempo es 962-922 a. C. Además, también se observó que cuando las nubes estaban llenas, derramaban lluvia sobre la tierra (Eclesiastés 11:3). Además, durante 793-740 a. C. un profeta hebreo, Amós, afirmó que el agua proviene del mar y se derrama sobre la tierra (Amós 5:8).
En el libro bíblico de Job , fechado entre los siglos VII y II a. C., hay una descripción de la precipitación en el ciclo hidrológico, "Porque él hace pequeñas las gotas de agua: hacen caer lluvia según el vapor de ella; que las nubes dejan caer y destilan sobre el hombre en abundancia" (Job 36:27-28).

### Comprensión de la precipitación y la percolación
En el Ādityahṛdayam (un himno devocional al Dios Sol) del Ramayana , una epopeya hindú que data del siglo IV a. C., se menciona en el verso 22 que el Sol calienta el agua y la envía en forma de lluvia. Aproximadamente en el año 500 a. C., los eruditos griegos especulaban que gran parte del agua de los ríos puede atribuirse a la lluvia. Por aquel entonces también se conocía el origen de la lluvia. Sin embargo, estos eruditos mantuvieron la creencia de que el agua que ascendía a través de la tierra contribuía en gran medida a la formación de los ríos. Ejemplos de este pensamiento incluyeron a Anaximandro (570 a. C.) (quien también especuló sobre la evolución de los animales terrestres a partir de los peces) y Jenófanes de Colofón (530 a. C.). Eruditos chinos como Chi Ni Tzu (320 a. C.) y Lu Shih Ch'un Ch'iu (239 a. C.) tenían pensamientos similares.
La idea de que el ciclo del agua es un ciclo cerrado se puede encontrar en las obras de Anaxágoras de Clazomene (460 a. C.) y Diógenes de Apolonia (460 a. C.). Tanto Platón (390 a. C.) como Aristóteles (350 a. C.) especularon sobre la percolación como parte del ciclo del agua. Aristóteles planteó correctamente la hipótesis de que el sol desempeñaba un papel en el ciclo hidráulico de la Tierra en su libro Meteorología , escribiendo: "Por su acción [el sol], el agua más fina y dulce es transportada todos los días, se disuelve en vapor y se eleva a las regiones superiores, donde el frío la vuelve a condensar y así regresa a la tierra", y creía que las nubes estaban compuestas de vapor de agua enfriado y condensado.
Hasta la época del Renacimiento, se suponía erróneamente que las precipitaciones por sí solas eran insuficientes para alimentar los ríos, para un ciclo completo del agua, y que el agua subterránea que empujaba hacia arriba desde los océanos era la principal fuente de agua de los ríos. Bartolomé de Inglaterra sostuvo esta opinión (1240), al igual que Leonardo da Vinci (1500) y Atanasio Kircher (1644).

### Descubrimiento de la teoría correcta
El primer pensador publicado que afirmó que la lluvia por sí sola era suficiente para el mantenimiento de los ríos fue Bernard Palissy (1580), a quien a menudo se le atribuye el mérito de ser el descubridor de la teoría moderna del ciclo del agua. Las teorías de Palissy no fueron probadas científicamente hasta 1674, en un estudio comúnmente atribuido a Pierre Perrault. Incluso entonces, estas creencias no fueron aceptadas en la ciencia convencional hasta principios del siglo XIX.